# Austropaxillus nothofagi
Austropaxillus nothofagi är en svampart som först beskrevs av Robert Francis Ross McNabb, och fick sitt nu gällande namn av Bresinsky & Jarosch 1999. Austropaxillus nothofagi ingår i släktet Austropaxillus och familjen Serpulaceae.   Inga underarter finns listade i Catalogue of Life.